# Niels Thorkild Rovsing

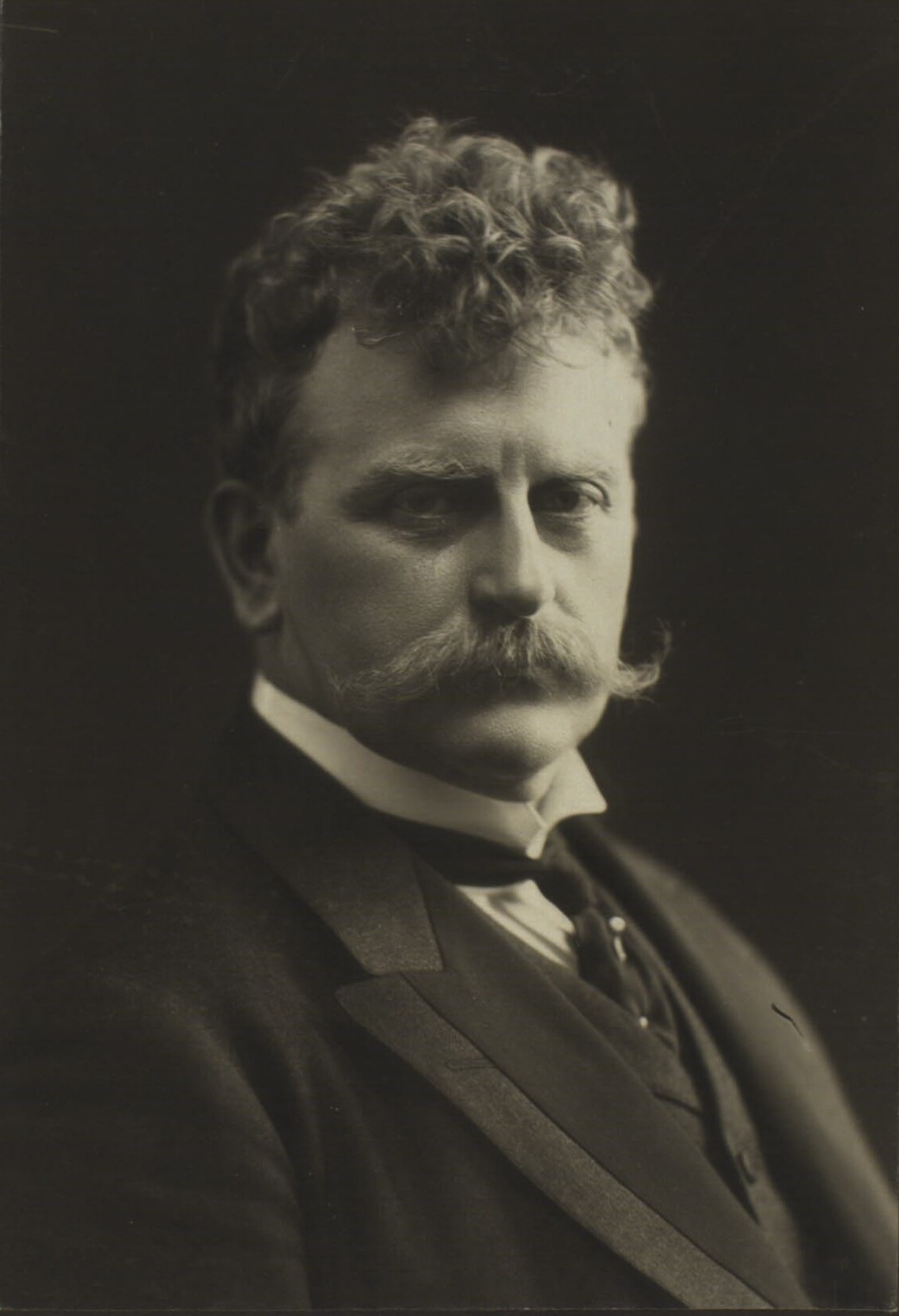
Niels Thorkild Rovsing, Fotograf: Frederik Riise

Niels Thorkild Rovsing (* 26. April 1862 in Flensburg; † 14. Januar 1927 in Kopenhagen) war ein dänischer Chirurg. Nach ihm benannt sind das Rovsing-Zeichen (klinisches Zeichen bei Appendizitis), die Rovsing-Operation (bei Zystenniere) und das Rovsing-Syndrom (Unterbauchschmerz beim Vorliegen einer Hufeisenniere durch Gefäßkompression)
Rovsing studierte an der Universität Kopenhagen, wo er 1885 seinen Abschluss erhielt. Er arbeitete von 1892 bis 1902 am Louise-Børnehospital, später am Roten-Kreuz-Krankenhaus.
1904 wurde er Leiter der Chirurgie am Frederiks-Hospital. Seit 1899 war er Professor für Chirurgie an der Universität Kopenhagen, wo er im akademischen Jahr 1919/20 als Rektor amtierte. Nicht zuletzt seine Forderung nach einer besseren chirurgischen Versorgung führte 1910 zur Gründung des Rigshospitalet in Kopenhagen.
1908 gründete er zusammen mit Eilert Tscherning (1851–1919) die Dänische Chirurgische Gesellschaft (Dansk Kirurgisk Selskap). Ein Teil seiner Veröffentlichungen wurde auch in Deutsch und Englisch übersetzt.
Rovsing wurde 1902 mit dem Dannebrogorden geehrt.

## Bibliographie
- Om Blærebetændelserners Ætiologi, Pathogenese og Behandling.  København, 1889.
- Om Blærebetændelse. Forsvar og Antikritik. København, 1890.
- Urinorganers Chirurgi. Copenhagen, 1895–1903.
- Kliniske og experimentelle Studier over urinorganernes infectiøse Sygdomme. Copenhagen, 1897.
- Galdestensygdommen og dens Behandling. Copenhagen. 1906
- Indirektes Hervorrufen des typischen Schmerzes an McBurney's Punkt. Ein Beitrag zur Diagnostik der Appendicitis und Typhlitis. Zentralblatt für Chirurgie, Leipzig, 1907, 34: 1257–1259.
- Zur Frage der Bedeutung des "Rovsing'schen Symptoms". Zentralblatt für Chirurgie, Leipzig, 1908, 35: 374.
- Zu dem Rovsing'schen Symptom. Erwiderung an Dr A. Hofmann. Zentralblatt für Chirurgie, Leipzig, 1908, 35: 537–538.
- Die Krankheiten der Harnorgane. In: Ludwig Wullstein, Max Wilms: Lehrbuch der Chirurgie. Jena, 1909.
- Underlivskirurgi. Copenhagen 1910–1918; (dt. Übersetzung von Georg Saxinger: Unterleibschirurgie: Klinische Vorlesungen für Studierende und Ärzte. Leipzig: Vogel 1912.)
- Gastro-coloptosens patologiske Betydning, dens Sygdomsbillede og Behandling. Copenhagen, 1913.
- Lærebog i kirurgi. Copenhagen, 1920.
- Galdestenssygdommens aarsagsforhold og disses betydning for valget av behandlingen. 1922.
- Pathogénie des calculs biliaires at indications opératoires. Paris, 1925.